# 아제르바이잔의 기후

쾨펜의 기후 구분의 아제르바이잔 지도.

아제르바이잔의 기후는 매우 다양하다. 기존 11개의 기후 지역 중 9개가 아제르바이잔에 존재한다.

## 같이 보기
- 아제르바이잔의 지리